# Drittstaat
Drittstaat (oder Drittland) ist aus Sicht eines völkerrechtlichen Vertrags jeder Staat, der nicht Vertragspartei dieses Vertrags ist. Der Begriff „Drittstaat“ wird darüber hinaus in vielen anderen Zusammenhängen verwendet und hat darin jeweils spezifische Bedeutungen.

## Allgemeines
Verträge begründen für andere als die Vertragsparteien ohne deren Zustimmung weder Rechte noch Pflichten. Diese Festlegung wurde in den Artikeln 34–38 des Wiener Übereinkommens über das Recht der Verträge getroffen. Ein Drittstaat wird durch eine Vertragsbestimmung nur dann verpflichtet, wenn die Vertragsparteien beabsichtigen, durch die Vertragsbestimmung eine Verpflichtung zu begründen, und der Drittstaat diese Verpflichtung ausdrücklich in Schriftform annimmt (Art. 35), das gilt auch für Rechte (Art. 36). Drittstaat ist nach Art. 2 dieses Übereinkommens jeder Staat, der nicht Vertragspartei ist.

## Europäische Union
Im europäischen Recht wird der Begriff im Wesentlichen zur Bezeichnung derjenigen Staatsangehörigen verwendet, die vom Recht auf europarechtliche Freizügigkeit ausgeschlossen sind. Oft wird auch vom Drittstaatler oder Drittstaater gesprochen.

## Deutschland

### Aufenthaltsrecht
Drittstaat im Sinne des deutschen Aufenthaltsrechts sind im Allgemeinen die Staaten, die nicht zum Europäischen Wirtschaftsraum (EWR) gehören. Zum EWR gehören alle Mitgliedstaaten der Europäischen Union (EU) und Island, Liechtenstein sowie Norwegen. Der Drittstaatsaspekt bezieht sich hier auf die Nichtgewährung der europäischen Grundfreiheiten des Vertrags über die Arbeitsweise der Europäischen Union (AEUV). Auch die Schweizerische Eidgenossenschaft – obwohl kein EWR-Land – ist aufenthaltsrechtlich aus deutscher Sicht kein Drittstaat, da die wechselseitige Gewährung der europäischen Grundfreiheiten zwischen EU und Schweiz einzelvertraglich vereinbart ist.

### Asylrecht
Im Asylrecht kommt der Begriff in der Wendung des sicheren Drittstaats vor. Sichere Drittstaaten sind gemäß § 26a Abs. 2 AsylG außer den EU-Mitgliedstaaten die in der Anlage I des Gesetzes bezeichneten Staaten, gegenwärtig Norwegen und die Schweiz. Wer durch einen sicheren Drittstaat nach Deutschland einreist, kann nicht als Asylberechtigter (Art. 16a Abs. 2 Satz 1 GG) anerkannt werden.

### Außenwirtschaftsrecht
Im Außenwirtschaftsrecht ist die Situation eine andere: Gemäß § 2 Abs. 8 Außenwirtschaftsgesetz (AWG) sind Drittländer die Gebiete außerhalb des Zollgebiets der Union mit Ausnahme von Helgoland.

### Steuerrecht
Im Steuerrecht sind die Begriffe vor allem von Bedeutung bei der Abgrenzung von nationalen Besteuerungsrechten und in Bezug auf die Steuerharmonisierung in der Europäischen Union. Als Drittstaat wird ein Staat definiert, der nicht zur EU gehört, beispielsweise bei der Einkommensteuer (§ 2a Abs. 2a EStG) oder in der Abgabenordnung (§ 117e Abs. 1 AO).
Bei der Umsatzsteuer ist das Staatsgebiet Deutschlands als Inland definiert, das Gebiet der Europäischen Union als Gemeinschaftsgebiet und das Territorium der Nicht-EU-Staaten als Drittlandsgebiet (§ 1 Abs. 2a UStG).

### Zollrecht
Das Zollrecht, insbesondere der Zollkodex der EU, kennt den Begriff des Drittstaats dagegen nicht. In Publikationen des deutschen Zolls werden die Insel Helgoland und das Gebiet der Exklave Büsingen am Hochrhein zollrechtlich und umsatzsteuerrechtlich als Drittland bezeichnet.